# Grbavac (Župa dubrovačka)
Grbavac falu Horvátországban, Dubrovnik-Neretva megyében. Közigazgatásilag Župa dubrovačka községhez tartozik.

## Fekvése
A Dubrovnik városától légvonalban 6, közúton 10 km-re keletre, községközpontjától légvonalban 3, közúton 4 km-re északnyugatra, a Gornji Brgatról Srebrenóra menő út mentén, Donji Brgat és Martinovići között fekszik. 

## Története
A régészeti leletek tanúsága szerint területe már az ókorban lakott volt. A legrégibb itt élt ismert nép az illírek egyik harcias törzse, az ardiaták voltak, akik az i. e. 4. századból hagyták itt nyomaikat. A magaslatokon épített erődített településeken éltek és kőből emelt halomsírokba temetkeztek. A stratégiai helyeken épített erődökből a nyoma máig fennmaradt  a Gradac nevű magaslaton épített illír várnak. A rómaiak hosszú harcok után végül i. e. 135-ben verték le az ardiatákat. Közigazgatási központjuk innen délkeletre, a mai Donji Obod területén fekvő Epidaurum városa volt. Ebből a korból nem maradt fenn jelentősebb emlék a falu területén. A Nyugatrómai Birodalom bukása után a keleti gótok özönlötték el a térséget, őket 537-től 1205-ig kisebb megszakításokkal a bizánciak követték. 
A 7. században avarok és a kíséretükben érkezett szlávok, a mai horvátok ősei árasztották el a területet. A várakat lerombolták és az ellenálló lakosságot leöldösték. Így semmisült meg a mindaddig fennálló Epidaurum. A túlélő lakosság előbb Župára, majd Raguzába menekült. A falu pontos keletkezése a történelem homályába vész, de a 14. században már bizonyosan lakott volt. Szent Lázár tiszteletére szentelt középkori temploma 1362-ben épült. A századok során a térséget többször támadták a hívatlan hadak kifosztva a környező falvakat, azért szükséges volt a határ mentén kellő számú határőrséget fenntartani. Ez biztosította a település állandó lakosságát.  
A lakosság 1806-ban is sokat szenvedett a montenegrói és orosz hadak pusztításától, akik sok házat, épületet, több templomot kifosztottak és leromboltak. Az ostromló hadakat a franciák kényszerítették visszavonulásra. A Raguzai Köztársaság bukása után 1806-ban Dalmáciával együtt ez a térség is a köztársaságot legyőző franciák uralma alá került, de Napóleon bukása után 1815-ben a berlini kongresszus Dalmáciával együtt a Habsburgoknak ítélte. 1857-ben 202, 1910-ben 211 lakosa volt. 1918-ban az új szerb-horvát-szlovén állam, majd később Jugoszlávia része lett. A délszláv háború idején 1991 október 24-én a jugoszláv hadsereg és a szerb szabadcsapatok foglalták el a települést, melyet kifosztottak és felégettek. A lakosság a közeli Dubrovnikba menekült és csak 1992 tavaszán térhetett vissza. A háború után rögtön megindult az újjáépítés. 2011-ben 100 lakosa volt, akik főként mezőgazdasággal foglalkoztak.

## Népesség
| Lakosság változása | Lakosság változása | Lakosság változása | Lakosság változása | Lakosság változása | Lakosság változása | Lakosság változása | Lakosság változása | Lakosság változása | Lakosság változása | Lakosság változása | Lakosság változása | Lakosság változása | Lakosság változása | Lakosság változása | Lakosság változása |
| ------------------ | ------------------ | ------------------ | ------------------ | ------------------ | ------------------ | ------------------ | ------------------ | ------------------ | ------------------ | ------------------ | ------------------ | ------------------ | ------------------ | ------------------ | ------------------ |
| 1857               | 1869               | 1880               | 1890               | 1900               | 1910               | 1921               | 1931               | 1948               | 1953               | 1961               | 1971               | 1981               | 1991               | 2001               | 2011               |
| 202                | 174                | 173                | 195                | 213                | 211                | 232                | 176                | 161                | 164                | 148                | 118                | 121                | 99                 | 102                | 100                |

## Nevezetességei
- Szent Lázár tiszteletére szentelt középkori templomának romjai. A templomot 1362-ben építették és a róla elnevezett Sutlazar nevű településrészen állt. Körülötte középkori temető maradványai találhatók.

- Gradac ókori várának maradványai. A Veliki Gradac-hegy a község északnyugati részén Donji Brgat és Grbavac határán található. Maga az erődített település a domb tetején (173,5 m magasságban), egy körülbelül 250 x 100 m méretű ovális fennsíkon helyezkedik el, amelynek délnyugati pereme mentén őskori sánc maradványai maradtak fenn. Az őskori település létezését számos őskori kerámia töredéke, valamint a régi forrásokban említett „Burnum” helynév is jelzi, amelyből valószínűleg a plébánia régi római neve (Brenum) származik. Az itteni késő ókori településről, mely a 2. és a 7. század között virágzott számos felszíni kerámialelet, valamint épületmaradvány, ciszternák és egyéb épületek tanúskodnak, amelyek közül az egyiknek az itt talált 6. századi ókeresztény oltártöredék szerint szakrális funkciója volt. Veliki Gradac, a község másik, keleti végén található Spilannal együtt a legfontosabb és legnagyobb erődített település volt a térségben. Mindkettő az élet folytonosságáról tanúskodik a késő bronzkortól a középkorig bezárólag.[4]